# Piraloïdeus
Els piraloïdeus (Pyraloidea) són una superfamília de lepidòpters glossats del clade Ditrysia. S'han descrit 15.576 espècies i possiblement queden moltes d'altres sense descriure. Són arnes petites amb una gran diversitat d'hàbits; algunes son plagues temibles per a l'agricultura.

## Taxonomia
La superfamília dels piraloïdeus inclou dues grans famílies:
- Família Crambidae Latreille, 1810 (9.655 espècies)
- Famíla Pyralidae Latreille, 1802 (5.921 espècies)